# Шалмај
Шалмај (итал. cennamella, енгл. shawm; фр. chalumeau) је оријентални музички инструмент из породице дрвених дувачких инструмената са двоструким тршчаним језичком.

## Историјат шалмаја
Шалмај је веома старог порекла. На њему се свирало у Европи у време средњег века и ренесансне, од крајa 13. века до 17. века. 
Стигао је у Европу под арапским утицајем.
Као развијен облик оријенталне зурле, шалмај се сматра претечом данашње обое, са којом је веома сличан по звуку. Он се сматра и претечом данашњег кларинета. 
Као и на модерној обои, шалмај се свира дувањем у двоструки тршчани језичак. Обично је направљен из једног комада дрвета, са проширењем на крају у облику левка (као на труби). 
Звучи веома гласно, продорно и грубо, па се углавном користи/о на отвореном.
У Немачкој шалмај се зове Schalmei или Pommer. Прва реч вероватно долази од лат. речи calamus што значи „трска“ или „стабљика“. 
У Европи су свиране многе врсте шалмаја и имали су различита имена. Почетоком 16. века било је неколико различитих величина шалмаја, од сопрана до баса.

## Употреба шалмаја данас
Инструменти слични средњовековном шалмају могу се и данас чути у многим земљама. На њима обично свирају улични музичари или војни оркестри. 
У многим земљама Азије шалмајска техника свирања обухвата и кружно дисање које омогућава континуирано свирање, без паузе за узимање ваздуха.
Данас се производе и школски примери шалмаја који су једнотршчани дрвени дувачки инструменти (као кларинет и саксофон) са кљунастим усником. То је уједно и народни инструмент. Ова врста шалмаја има две клапне и исти усник, повезницу и трску (једноструки језичак), као кларинет, што се види на следећој слици:

Шалмају је врло сличан италијански инструмент пиферо, који се и данас користи у италијанској народној музици.

Звучни пример данашњег свирања прастарог инструмента шалмаја начињен у покрајини Калабрија, која је једна од најнеразвијенијих покрајина у целој (Италији):

### Шалмај у Србији и њеној околини
У Србији и околини, шалмај се јавља у три облика и то у:
1. Јужној Србији - под називом зурла.
2. Македонији - такође под називом зурла.
3. Хрватском приморју - под називом сопиле.